# Bernd Schober
Bernd Schober (* 1965 in Halle (Saale)) ist ein deutscher Oboist.

## Leben
Bernd Schober studierte bei Burkhard Glaetzner an der Hochschule für Musik „Felix Mendelssohn Bartholdy“ Leipzig. 1986 wurde er als Substitut in den Gewandhauskonzerten eingesetzt. Von 1987 bis 1989 war er Oboist am Händelfestspielorchester Halle unter Generalmusikdirektor Christian Kluttig. 1989 wurde er Solooboist der Sächsischen Staatskapelle Dresden, wo er unter Hans Vonk, Giuseppe Sinopoli, Bernard Haitink, Fabio Luisi und Christian Thielemann spielte. Er ist in verschiedenen Kammermusikvereinigungen tätig, u. a. der Kammerharmonie der Staatskapelle Dresden und der Virtuosi Saxoniae von Ludwig Güttler. Seit 2000 ist er zudem Solooboist des Bayreuther Festspielorchesters.

## Diskografie (Auswahl)
- Gloria Coates, „Cette Blanche Agonie“, div., New World Records, 2002
- Johann Dismas Zelenka, „Capriccio F-Dur“, div., Berlin Classics, 2002
- Corbett/Finger/Vivaldi/Bach/Albinoni: „Sonate e Concerti“, Leipziger Bach-Collegium, Carus, 2008